# Кубок Лівану з футболу 2023—2024
Кубок Лівану з футболу 2023—2024 — 51-й розіграш головного кубкового футбольного турніру у Лівані.

## Календар
| Раунд      | Дата                        | Матчі | Клуби  |
| ---------- | --------------------------- | ----- | ------ |
| 1/8 фіналу | 20–28 січня 2024            | 8     | 16 → 8 |
| 1/4 фіналу | 22 березня – 28 червня 2024 | 4     | 8 → 4  |
| 1/2 фіналу | 5 липня 2024                | 2     | 4 → 2  |
| Фінал      | 11 липня 2024               | 1     | 2 → 1  |

## 1/8 фіналу
| Команда 1          | Рахунок      | Команда 2          |
| ------------------ | ------------ | ------------------ |
| 20 січня 2024      |              |                    |
| Бінт Джбейл (2)    | 2:2 пен. 2:4 | Аль-Аглі (Набатія) |
| Триполі            | 4:0          | Аль-Мабаррах (2)   |
| Реяді Абасея (2)   | 0:4          | Бурдж              |
| 21 січня 2024      |              |                    |
| Шабаб Баальбек (2) | 3:2          | Шабаб Аль-Газіех   |
| 26 січня 2024      |              |                    |
| Сафа Бейрут        | 0:0 пен. 4:2 | Расинг (Бейрут)    |
| 28 січня 2024      |              |                    |
| Аль-Агед           | 3:1          | Сагессе            |
| Аль-Ансар          | 3:1          | Шабаб Аль-Сахель   |
| Аль-Тадамон (Тір)  | 0:1          | Неджмех            |

## 1/4 фіналу
| Команда 1          | Рахунок | Команда 2   |
| ------------------ | ------- | ----------- |
| 22 березня 2024    |         |             |
| Шабаб Баальбек (2) | 0:3     | Бурдж       |
| 20 квітня 2024     |         |             |
| Аль-Аглі (Набатія) | 0:1     | Триполі     |
| 21 квітня 2024     |         |             |
| Аль-Ансар          | 2:0     | Неджмех     |
| 28 червня 2024     |         |             |
| Аль-Агед           | 2:1     | Сафа Бейрут |

## 1/2 фіналу
| Команда 1    | Рахунок | Команда 2 |
| ------------ | ------- | --------- |
| 5 липня 2024 |         |           |
| Аль-Ансар    | 1:0     | Бурдж     |
| Аль-Агед     | +:-     | Триполі   |

## Фінал
| Команда 1     | Рахунок | Команда 2 |
| ------------- | ------- | --------- |
| 11 липня 2024 |         |           |
| Аль-Ансар     | 2:1     | Аль-Агед  |